# 知念輝
知念 輝（ちねん あきら、2002年12月30日 - ）は、日本のタレント。
2014年までは、セントラルに所属していた。その後、キャロット所属していた。

## 出演

### テレビドラマ
- 生むと生まれるそれからのこと（2011年、NHK BSプレミアム） - たけし（六歳） 役
- ダーティママ（2011年、NTV） - 孤児院の子 役
- ブルドクター（2011年、NTV） - 水泳の子 役
- 日曜劇場 とんび（2013年、TBS） - 町の子 役
- 松本清張スペシャル 顔（2013年、CX） - 炭坑の子 役
- 幸せになる3つの買い物（2013年、CX） - 結婚式出席者 役
- ガリレオ（2013年、CX） - 生徒 役
- 最高の離婚（2013年、CX） - ファミレスの子 役
- アバケン 「シェリー編」（2013年、CX） - 茶屋の長男 役
- 幻解!超常ファイル 「ダークサイドミステリー・ユリゲラー編」（2013年、NHK BSプレミアム） - 兄 役
- シャキーン! そうきたかしんたろう（2013年、NHK） - そうきたしんたろう 役（レギュラー出演）
- 夢情報～夢野家の人々～（2013年 - 2014年、EX） - 次男：健太 役（レギュラー出演）
- 日曜劇場 おやじの背中 第8話「駄菓子屋」（2014年、TBS） - 少年 役
- ミュージャック（2014年、KTV） - 子供パパラッチ（レギュラー出演）
- 世界ナゼそこに?日本人 〜知られざる波瀾万丈伝〜 「山元香代子編」（2014年、TX） - 香代子の幼少期の兄 役
- 内村とザワつく夜（2014年、TBS） - 邪魔する子 役
- 防災戦士マモルンジャー（2014年、JCOM） - 健太 役
- 武器はテレビ。 SMAP×FNS 27時間テレビ 「香取慎吾」編（2014年、CX） - 子供 役
- 痛快TV スカッとジャパン 「我が家のお受験ママ」編（2014年、CX） - 友達 役
- 金曜プレステージ 黒猫の三角（2015年、CX） - 少年 役
- 重版出来（2016年、TBS） - 中学生 役
- ハロー張りネズミ (2017年、TBS)  - 蒼井優の息子役
- くりぃむナンチャラ〜芸人やらせ家族〜 (2017、EX) - 2丁拳銃小堀の息子役
- 出没!アド街ック天国 (2017年、TX) -ビートたけしさん昭和の思い出(再現VTR)
- ハイスクールQ〜ニュースを学ぶクイズ〜（2019年、BSジャパン）

### 映画
- 芸人交換日記（2012年）
- たたら侍（2017年） - 真之介（幼少） 役

### CM
- ｢経団連CEO サミット｣
- ｢JKA 補助事業｣
- アース製薬｢セボン｣
- 森永製菓｢チョコボール｣
- ｢妖怪ウォッチバスターズ 赤猫団・白犬隊｣
- NTT docomo「学割」
- エスフーズ 「こてっちゃん」
- スクウェア・エニックス 「星のドラゴンクエスト」
- ミクシィ 「モンスター・ストライク地引網篇」
- 明光義塾 「夏期講習篇」
- TEPCO  「2019企業広告～ガス機器修理篇～」
- ブルボン 「フェットチーネグミ～フェットチー姉さん～」

### 舞台
- 坂東玉三郎特別公演 日本橋 - 苛めっ子 役
- 宮本武蔵外伝～我が宿敵は女子高校生なり～ - 本田莉玖 役

### DVD
- 家庭で取り組む地震対策 長男役
- 日経ビデオ防災教育シリーズ

### スチール
- 明光義塾 「夏期講習篇」

### OTHER
- キッザニア（モニター）